# Conseil d'analyse de la société
Pour les articles homonymes, voir CAS.
Le Conseil d'analyse de la société (CAS) est un ancien organisme gouvernemental français placé auprès du Premier ministre, avec pour mission « d'éclairer les choix politiques du Gouvernement par l'analyse et la confrontation des points de vue, lorsque les décisions à prendre présentent des enjeux liés à des faits de société ».

## Historique
Il est créé par un décret du 8 juillet 2004, par le gouvernement de Jean-Pierre Raffarin et supprimé par un décret du 22 avril 2013 créant le Commissariat général à la stratégie et à la prospective, plus connu sous le nom de France Stratégie.

## Présidence
Le Conseil était présidé par le Premier ministre ou par un président délégué qu'il désignait et qui était membre de droit du Centre d'analyse stratégique et du Conseil d'analyse économique. Le président délégué recevait une indemnité de 1 700 € bruts. 
Pendant toute la durée de l'existence du CAS, le président délégué est le philosophe et ancien ministre Luc Ferry, professeur à l'université Paris-Diderot. Cette fonction a donné lieu à une controverse publique lorsqu'en juin 2011 Le Canard enchaîné et d'autres médias, révèlent que Luc Ferry n'assure aucun enseignement à Paris-Diderot depuis quatorze ans et qu'il n'y est quasiment jamais présent. Luc Ferry justifie alors cette absence d'enseignement par ses fonctions au CAS.

## Composition
Le Conseil était composé de personnalités choisies en raison de leur compétence, nommées par arrêté du Premier ministre pour un mandat de cinq ans renouvelable. Les membres du CAS étaient bénévoles et ne touchaient pas de rémunération.
Sont nommés en 2004 :
- Christine Albanel (renouvelée en 2009[8])
- Bruno Belin (renouvelé en 2009[8])
- Amiral Alain Béreau (renouvelé en 2009[8])
- Jeannette Bougrab (renouvelée en 2009[8])
- Amélie de Bourbon Parme (renouvelée en 2009[8])
- Claude Capelier (renouvelé en 2009[8])
- Jean-Claude Casanova (démissionne en 2008[9])
- Hanifa Cherifi
- Yves Coppens
- Jean-Pierre Cottet
- Éric Deschavanne (renouvelé en 2009[8])
- David Douillet
- Gérard Garouste (démissionne en 2008[9])
- Michel Guénaire (renouvelé en 2009[8])
- David Khayat (renouvelé en 2009[8])
- Emmanuel Le Roy Ladurie (renouvelé en 2009[8])
- Gilles Lipovetsky (renouvelé en 2009[8])
- Josy Reiffers (renouvelé en 2009[8])
- Jean-Christophe Rufin (démissionne en 2005[10])
- Alain-Gérard Slama (renouvelé en 2009[8])
- François Sureau (démissionne en 2005[10])
- Pierre-Henri Tavoillot (renouvelé en 2009[8])
- Caroline Thompson (renouvelée en 2009)
- Danièle Thompson (renouvelée en 2009[8])
- Tzvetan Todorov
- Michel Winock

Sont nommés en 2005 :
- Bernard Fixot (renouvelé en 2010[11])
- Étienne Klein (renouvelé en 2010[11])

Sont nommées en 2006 :
- Monique Canto-Sperber
- Mara Goyet

Sont nommés en 2008 :
- Denys de Béchillon
- Teresa Cremisi
- Anne Levade
- Lucy Vincent

Sont nommés en 2009, en plus des membres nommés en 2004 dont le mandat a été renouvelé :
- Malek Chebel
- Haïm Korsia
- Alain de La Morandais
- Claudine Pons

Est nommée en 2010 :
- Alexandra Laignel-Lavastine

Sont nommés en 2011 :
- Patrick Artus
- Nicolas Bouzou

Le président délégué du Conseil d'analyse économique et le directeur du Centre d'analyse stratégique (le commissaire au Plan avant 2006) étaient membres de droit du CAS.